# Champnétery
Champnétery is een gemeente in het Franse departement Haute-Vienne (regio Nouvelle-Aquitaine) en telt 531 inwoners (2005). De plaats maakt deel uit van het arrondissement Limoges.

## Geografie
De oppervlakte van Champnétery bedraagt 30,3 km², de bevolkingsdichtheid is 17,5 inwoners per km².
De onderstaande kaart toont de ligging van Champnétery met de belangrijkste infrastructuur en aangrenzende gemeenten.

## Demografie
Onderstaande figuur toont het verloop van het inwonertal (bron: INSEE-tellingen).